# Gaviões da Fiel (Distrito Federal)
GRCES Gaviões da Fiel é simultaneamente uma das sub-sedes da Gaviões da Fiel e escola de samba brasileira, sediada em Taguatinga, no Distrito Federal.

## História
Fundado no dia 13 de maio de 1993, desde então vinha trabalhado com o carnaval de Brasília, apoiando as baterias de várias escolas de samba do Distrito Federal, encaminhando ritmistas para as principais baterias.
Em 2006, participou do carnaval como bloco carnavalesco. Ainda nesse ano, foi convidada a participar do carnaval de avenida, pelo presidente da (ex-LIESB), Fredi, mas como estava iniciando no carnaval, achou melhor esperar uma outra oportunidade.
Em 2010, representando Águas Claras, após 4 anos como Bloco Carnavalesco, a diretoria resolveu aceitar o convite, e assim, ao lado da Gigante da Colina e do Varjão, encerrou a noite de sábado dos desfiles das agremiações convidadas.
Desfilou em 2011 com um enredo sobre as mulheres, sendo vice-campeã da LIESB.

## Carnavais
| Ano  | Colocação   | Grupo                    | Enredo                                              |
| ---- | ----------- | ------------------------ | --------------------------------------------------- |
| 2010 | Aprovada    | Pleiteante               | Corinthians... Minha vida, minha história, meu amor |
| 2011 | vice-campeã | Grupo 3 (quarta divisão) | Mulher, a tua luta revela a tua verdadeira beleza   |